# Secusio parvipuncta
Secusio parvipuncta är en fjärilsart som beskrevs av George Francis Hampson 1891. Secusio parvipuncta ingår i släktet Secusio och familjen björnspinnare. Inga underarter finns listade.